# Nico Müller (haltérophilie)
Pour les articles homonymes, voir Nico Müller et Müller.
Nico Müller, né le 2 novembre 1993, est un haltérophile allemand.

## Palmarès

### Championnats d'Europe
- 2023 à Erevan
  -  Médaille d'argent à l'épaulé-jeté en moins de 89 kg
- 2021 à Moscou
  -  Médaille de bronze à l'arraché en moins de 81 kg
- 2018 à Bucarest
  -  Médaille d'or au total en moins de 77 kg
  -  Médaille d'or à l'épaulé-jeté en moins de 77 kg